# Taranto Football Club 1990-1991
Questa pagina raccoglie le informazioni riguardanti il Taranto Football Club  nelle competizioni ufficiali della stagione 1990-1991.

## Stagione
Nella stagione 1990-1991 il Taranto affidato all'allenatore Walter Nicoletti disputa il campionato di Serie B, raccoglie 37 punti che valgono l'undicesimo posto in classifica. Una salvezza certificata solo con la vittoria (1-0) sul Verona già promosso, nell'ultima giornata di campionato, ma ampiamente meritata. Un campionato di regolarità, sempre appena al di sopra della zona pericolosa, il girone di andata si è chiuso con 18 punti, il girone di ritorno con 19 punti, quanto è bastato per mantenere la categoria. Un torneo molto equilibrato, basti pensare che la Salernitana con un punto in meno è retrocessa, dopo aver perso lo spareggio con il Cosenza. Con lei sono scesi in Serie C1 la Reggina, la Triestina ed il Barletta, nove squadre si sono trovate raccolte in soli 2 punti, dal 9º al 17º posto. Con il Verona sono saliti nella massima serie il Foggia, la Cremonese e l'Ascoli. Con 9 reti il miglior marcatore rossoblù è stato Davide Zannoni, dei quali 5 su calcio di rigore. Nella Coppa Italia il Taranto supera il primo turno eliminando dal torneo l'Avellino nel doppio confronto, nel secondo turno cede il passo alla Juventus, comunque battuta (2-1) al Iacovone.

## Rosa
| N. |                   | Ruolo | Calciatore                 |
| -- | ----------------- | ----- | -------------------------- |
|    | Italia (bandiera) | C     | Domenico Agostini          |
|    | Italia (bandiera) | C     | Pierangelo Avanzi          |
|    | Italia (bandiera) | D     | Luciano Bellaspica         |
|    | Italia (bandiera) | D     | Luca Brunetti              |
|    | Italia (bandiera) | A     | Claudio Clementi           |
|    | Italia (bandiera) | D     | Gino Cossaro               |
|    | Italia (bandiera) | D     | Gilberto D'Ignazio Pulpito |
|    | Italia (bandiera) | C     | Luca Evangelisti           |
|    | Italia (bandiera) | D     | Massimo Filardi            |
|    | Italia (bandiera) | D     | Simone Giacchetta          |

| N. |                   | Ruolo | Calciatore          |
| -- | ----------------- | ----- | ------------------- |
|    | Italia (bandiera) | A     | Vittorio Insanguine |
|    | Italia (bandiera) | C     | Andrea Mazzaferro   |
|    | Italia (bandiera) | P     | Mirko Piraccini     |
|    | Italia (bandiera) | C     | Maurizio Raggi      |
|    | Italia (bandiera) | C     | Luigi Sacchi        |
|    | Italia (bandiera) | P     | Gianpaolo Spagnulo  |
|    | Italia (bandiera) | C     | Francesco Turrini   |
|    | Italia (bandiera) | D     | Marco Zaffaroni     |
|    | Italia (bandiera) | C     | Davide Zannoni      |

## Risultati

### Campionato

#### Girone di andata
| Taranto 9 settembre 1990 1ª giornata | Taranto      | 0 – 0 | Pescara | Stadio Erasmo Iacovone\| Arbitro: \| Iori (Parma) \| |
| Arbitro:                             | Iori (Parma) |       |         |                                                      |

| Cremona 16 settembre 1990 2ª giornata | Cremonese                     | 0 – 0 | Taranto | Stadio Giovanni Zini\| Arbitro: \| Quartuccio (Torre Annunziata) \| |
| Arbitro:                              | Quartuccio (Torre Annunziata) |       |         |                                                                     |

| Arbitro: | Chiesa (Livorno) |

|              |           |  |
| Brunetti 58’ | Marcatori |  |

| Padova 30 settembre 1990 4ª giornata | Padova        | 0 – 0 | Taranto | Stadio Silvio Appiani\| Arbitro: \| Rosica (Roma) \| |
| Arbitro:                             | Rosica (Roma) |       |         |                                                      |

| Arbitro: | Bazzoli (Merano) |

|                                    |           |                    |
| D'Ignazio Pulpito 33’ Clementi 81’ | Marcatori | 86’ (rig.) Marulla |

| Arbitro: | Di Cola (Avezzano) |

|               |           |              |
| Simonetta 46’ | Marcatori | 70’ Clementi |

| Arbitro: | Fabricatore (Roma) |

|                                                  |           |  |
| Mattei 22’ Pagano 39’ Balbo 44’ (rig.) Susic 88’ | Marcatori |  |

| Arbitro: | Ceccarini (Livorno) |

|                |           |  |
| Giacchetta 74’ | Marcatori |  |

| Reggio Calabria 4 novembre 1990 9ª giornata | Reggina          | 0 – 0 | Taranto | Stadio Comunale\| Arbitro: \| D'Elia (Salerno) \| |
| Arbitro:                                    | D'Elia (Salerno) |       |         |                                                   |

| Arbitro: | Felicani (Bologna) |

|              |           |                     |
| Brunetti 15’ | Marcatori | 63’ (rig.) Di Carlo |

| Arbitro: | Mughetti (Cesena) |

|                     |           |  |
| Brunetti 82’ (aut.) | Marcatori |  |

| Arbitro: | Boemo (Cervignano del Friuli) |

|                    |           |          |
| Zannoni 41’ (rig.) | Marcatori | 59’ Pasa |

| Brescia 2 dicembre 1990 13ª giornata | Brescia             | 0 – 0 | Taranto | Stadio Mario Rigamonti\| Arbitro: \| Scaramuzza (Mestre) \| |
| Arbitro:                             | Scaramuzza (Mestre) |       |         |                                                             |

| Arbitro: | Quartuccio (Torre Annunziata) |

|                    |           |  |
| Zannoni 10’ (rig.) | Marcatori |  |

| Arbitro: | Magni (Bergamo) |

|                                    |           |  |
| M. Pellegrini 48’ P. Sacchetti 73’ | Marcatori |  |

| Arbitro: | Guidi (Bologna) |

|  |           |                                 |
|  | Marcatori | 30’ (aut.) Cossaro 86’ Rambaudi |

| Messina 6 gennaio 1991 17ª giornata | Messina                     | 0 – 0 | Taranto | Stadio Giovanni Celeste\| Arbitro: \| Cinciripini (Ascoli Piceno) \| |
| Arbitro:                            | Cinciripini (Ascoli Piceno) |       |         |                                                                      |

| Arbitro: | Rosica (Roma) |

|                         |           |                              |
| Clamenti 7’ Filardi 35’ | Marcatori | 17’ W. Casagrande 43’ Sabato |

| Arbitro: | Cardona (Milano) |

|                 |           |           |
| Lunini 36’, 65’ | Marcatori | 45’ Raggi |

#### Girone di ritorno
| Arbitro: | Dal Forno (Ivrea) |

|            |           |                                 |
| Destro 74’ | Marcatori | 31’, 84’ Insanguine 78’ Turrini |

| Arbitro: | Fucci (Salerno) |

|              |           |  |
| Clementi 10’ | Marcatori |  |

| Arbitro: | Cesari (Genova) |

|              |           |                |
| Ferrante 85’ | Marcatori | 53’ Mazzaferro |

| Arbitro: | Cardona (Milano) |

|  |           |               |
|  | Marcatori | 15’ Galderisi |

| Arbitro: | Dal Forno (Ivrea) |

|                  |           |  |
| Marulla 64’, 67’ | Marcatori |  |

| Arbitro: | Fucci (Salerno) |

|  |           |             |
|  | Marcatori | 4’ Rastelli |

| Arbitro: | Mughetti (Cesena) |

|                    |           |            |
| Zannoni 70’ (rig.) | Marcatori | 40’ Mattei |

| Arbitro: | Bettin (Padova) |

|             |           |                                  |
| Cinello 17’ | Marcatori | 27’, 46’ Zannoni 81’ D. Agostini |

| Arbitro: | Cinciripini (Ascoli Piceno) |

|                    |           |  |
| Zannoni 83’ (rig.) | Marcatori |  |

| Arbitro: | Felicani (Bologna) |

|                      |           |  |
| Tovalieri 69’ (rig.) | Marcatori |  |

| Arbitro: | Merlino (Torre del Greco) |

|              |           |               |
| Clementi 23’ | Marcatori | 29’ Gallaccio |

| Salerno 28 aprile 1991 31ª giornata | Salernitana         | 0 – 0 | Taranto | Stadio Arechi\| Arbitro: \| Ceccarini (Livorno) \| |
| Arbitro:                            | Ceccarini (Livorno) |       |         |                                                    |

| Arbitro: | Monni (Sassari) |

|               |           |  |
| Zaffaroni 39’ | Marcatori |  |

| Arbitro: | Mughetti (Cesena) |

|              |           |                    |
| Scarafoni 8’ | Marcatori | 76’ (rig.) Zannoni |

| Arbitro: | Cardona (Milano) |

|                            |           |                            |
| Zannoni 55’ Insanguine 81’ | Marcatori | 2’ M. Pellegrini 54’ Nitti |

| Arbitro: | Merlino (Torre del Greco) |

|              |           |  |
| Rambaudi 50’ | Marcatori |  |

| Taranto 2 giugno 1991 36ª giornata | Taranto      | 0 – 0 | Messina | Stadio Erasmo Iacovone\| Arbitro: \| Iori (Parma) \| |
| Arbitro:                           | Iori (Parma) |       |         |                                                      |

| Arbitro: | Fabricatore (Roma) |

|                                   |           |              |
| Cvetkovic 6’ Zaffaroni 73’ (aut.) | Marcatori | 60’ Brunetti |

| Arbitro: | Frigerio (Milano) |

|            |           |  |
| Zannoni 9’ | Marcatori |  |

### Coppa Italia

#### Primo turno
| Arbitro: | Guidi (Bologna) |

|                    |           |              |
| Cinello 42’ (rig.) | Marcatori | 63’ Clementi |

| Arbitro: | Frigerio (Milano) |

|                                   |           |  |
| Turrini 60’ D'Ignazio Pulpito 89’ | Marcatori |  |

#### Secondo turno
| Arbitro: | Felicani (Bologna) |

|                                    |           |  |
| R. Baggio 40’ (rig.) Casiraghi 80’ | Marcatori |  |

| Arbitro: | Pezzella (Frattamaggiore) |

|                          |           |             |
| Turrini 43’ Brunetti 76’ | Marcatori | 23’ Alessio |